# Rodolfo Coelho de Souza
Rodolfo Coelho de Souza (São Paulo, 8 de agosto de 1952) é um compositor contemporâneo e musicólogo brasileiro.

## Biografia
Foi aluno de Olivier Toni (em composição), de Cláudio Santoro (em orquestração) e de Conrado Silva (em música eletrônica).
Graduado em  Engenharia Civil pela Escola Politécnica da Universidade de São Paulo em 1975. Em 1994, concluiu Mestrado pela Escola de Comunicações e Artes da Universidade de São Paulo, no Departamento de Música, apresentando a dissertação intitulada  Da Composição Musical Assistida por Computadores: Aspectos Cognitivos.
Em 2000 obteve o título de Doutor em Composição Musical, pela Universidade do Texas, em Austin, nos Estados Unidos, com a tese Concerto para Computador e Orquestra.
Foi professor do curso de Música da Universidade Federal do Paraná, entre 2000 e 2005.
Atualmente é professor livre docente do Departamento de Música da Faculdade de Filosofia, Ciências e Letras de Ribeirão Preto da Universidade de São Paulo.

## Estilo
As composições de Coelho de Souza caraceterizam-se pelo uso sons eletrônicos combinados com instrumentos acústicos. Na primeira obra que criou nesse gênero, "Durações" (1976), estreada pela Camerata Benda, utilizou sons gerados por um sintetizador analógico. Nas obras compostas nas décadas de 1980 e começo de 1990, desenvolveu um estilo minimalista, utilizando-se de sintetizadores comerciais controlados por MIDI. Na década de 1990, passou a trabalhar com síntese digital em Csound e manipulação de material pré-gravado, aproximando-se tanto da música concreta quanto das técnicas eletroacústicas.
Em suas composições também prevê o uso de orquestra sinfônica, o que é pouco frequente no repertório eletroacústico brasileiro. Seu "Concerto para Computador e Orquestra" (2000) é considerado o primeiro nesse gênero, na história da música universal. Sua produção orquestral, sem o emprego de recursos eletroacústicos, também é volumosa, destacando-se "Variações sobre um Tema de Cláudio Santoro" (1979), "Galáxias" (1986) para piano e orquestra, "Invenções sobre um Tema de Gilberto Mendes" (2004) e "Cantigas del Rey Dom Dynis" (2005) para soprano e orquestra.

## Prêmios
- Prêmio Yage-Aspekte de Salzburgo, 2005, em música de câmera (2º lugar). Salzburgo, Áustria. Obra: "Serenata para flauta e quarteto de cordas".
- Ascap/Seamus Graduate Student Comission Competition , 1998, em eletroacústica (finalista). San Jose, California. Obra: "O que acontece embaixo da cama enquanto Janis está dormindo?"[1]
- Prêmio Lei Sarney, compositor revelação, pela obra Galáxias,[1] 1o. lugar, 1988, Brasil, obra: Galáxias para piano e orquestra.

## Discografia
- "Serenata para flauta e quarteto de cordas" (2004) - 16' - Camerata Ademus - CD Música Contemporânea Brasileira: Rodolfo Coelho de Souza, Selo da Biblioteca Oneyda Alvarenga, DOA MCB 5, 2006
- "Concerto para Computador e Orquestra" (2000) - orquestra sinfônica e sons eletrônicos - 18' - Orquestra Sinfônica do Paraná, reg. Jamil Maluf. CD Rodolfo Coelho de Souza: Obras para Instrumentos e Sons Eletrônicos, UFPR, CDGA001, 2002
- "Colorless Green Ideas Sleep Furiously" (1998) - piano e sons eletrônicos - 5' - Jaci Toffano, piano - CD Música Eletroacústica Brasileira Vol.III, SBME03,AA00015000, 2004
- Chuva Oblíqua (1993) - septeto e sons eletrônicos,  9'.  Grupo Novo Horizonte. Regente: Graham Griffiths.  CD Brasil! New Music! Vol.2, Camerati, ECD 4003-2, 1994
- Barcarola (1998) - (piano), 6' - Beatriz Balzi - Compositores Latino Americanos.